# Korpetjärnet, Dalsland
Korpetjärnet är en sjö i Bengtsfors kommun i Dalsland och ingår i Göta älvs huvudavrinningsområde.